# Székely István (tanár)
Székely István (Garamolaszka, Zólyom vármegye, 1863. május 24. – Budapest, Ferencváros, 1925. december 18.) bölcseleti doktor, klasszika-filológus, főgimnáziumi tanár.

## Élete
Székely Ármin Titusz és Stemmer Róza fiaként született. Középiskolai tanulmányait a besztercebányai királyi katolikus főgimnáziumban 1881-ben végezte. 1881-85-ben a budapesti egyetemen klasszika-filológiát hallgatott; ugyanott nyert 1886 decemberében középiskolai tanári képesítést, míg doktori oklevelét a kolozsvári egyetemen nyerte. 1883-84-ben a László-féle főgimnáziumban működött. 1885. október 1-jén a kegyes tanítórendi nagybecskereki főgimnáziumnál alkalmazták helyettes tanárnak. 1886. szeptember 10-én a vallás és közoktatási minisztérium ugyanazon minőségben a szolnoki főgimnáziumhoz, 1890. április 3-án pedig rendes tanárnak a nagyszebenihez nevezte ki. 1903-tól a budapesti VIII. kerületi Tavaszmező utcai állami főgimnáziumban tanított egészen haláláig. Az Országos Közöktatási Tanács tagja, a Pázmány Péter Tudományegyetem meghívott előadója volt. 1924. december 15-én már özvegyként Budapesten házasságot kötött a nála kilenc évvel fiatalabb, egri születésű Hubert Ilonával. Halálát tüdőlob okozta.
Nyelvismerete: magyar, latin, német, olasz, angol, francia, szlovák és értett románul.
Cikke a nagyszebeni állami főgimnázium Értesítőjében (1894. Egy ifjúsági tanulmányút). A Csengeri János egyetemi tanár által készített latin stílusgyakorlatokban Cicerót dolgozta fel; Scherr «Geschichte der Weltliteratur» c. munkájában kidolgozta a magyar irodalomra vonatkozó részt, a Petz Vilmos által szerk. Ókori Lexikonban írta a D. betűtől kezdve a római birodalom földrajzát.

## Művei
- De Suetonio C. Taciti imitatore. Tudori értekezés. Kolozsvár, 1887
- Greinz «Das Gymnasium» című munkájának magyar fordítása. Nagyszeben, 1895
- A magyar és német társalgó nyelv legújabb kézikönyve. Nagyszeben, 1896. (Boros Gáborral)
- A magyar és német beszélgetések legújabb zsebkönyve. Nagyszeben, 1896. (Boros Gáborral)
- Az erdélyrészi szász parasztház és lakói. Írta Schuller Gusztáv, ford. Képekkel. Nagyszeben, 1896
- Suetonius, Császárok életrajzai. (Latinul és magyarul). Ford. bevezetéssel és jegyzetekkel ellátta. Bpest, 1897 (Kiadja a m. tudom. Akadémia. Ism. Egyet. Philol. Közlöny 1898)
- Női életpályák. Uo. 1898. (Bod Péterrel)
- Modern latin beszélgetések. Nagyszeben, 1898
- Latin olvasókönyv Cornelius Nepos- és Phaedrusból. A gymnasium III. oszt. számára. Ford. Uo. 1900
- Cornelius Nepos. Híres férfiakról. Ford. és bev. ellátta. Bpest, 1901. (Magyar Könyvtár 201.)
- Latin olvasókönyv Caesar, Curtius és Ovidius műveiből. A gymnasium IV. oszt. számára. Uo. 1901 (Szentimrey Istvánnal).
- I. Petronius Arbiter, Trimalchio lakomája. Ford. Győr, év n. (Egyetemes Könyvtár 114.)
- Latin olvasókönyv a gymnasium III. oszt. számára. Szénássy-Elischer után átdolg. VI. kiadás. Bpest, 1903
- Kalauz Nagyszebenben és vidékén. Ford. Nagyszeben, 1904
- A renaissance. Történeti jelenetek. Irta Gobineau gróf, ford. előszóval és jegyzetekkel ellátta. Bpest, 1904
- Középiskolai oktatásunk az egyetem és a gyakorlati élet szempontjából; Egyetemi Ny., Bp., 1909
- Liber Sexti. Latin nyelvkönyv, 1-2.; szerk. Fodor Gyula, Székely István; Szent István Társulat, Bp., 1909-1911